# Merlata
(A. Bertarelli, A. Monti, Tre secoli di vita milanese nei documenti iconografici 1630-1875, Milano, 1927, p.281 e p.695)
Il Merlata (Merlada in lingua lombarda) è un torrente che si origina a Baranzate dall'unione dei torrenti Nirone e Guisa e che termina il suo corso a Milano confluendo nell'Olona. È il penultimo affluente dell'Olona, alla sua sinistra idrografica.

## Descrizione
Nasce a Baranzate dall'unione del torrente Nirone e del torrente Guisa e prosegue il suo corso verso sud. Giunto a Milano attraversa i quartieri di Gallaratese e di Lampugnano: poco più a ovest del versante meridionale del Monte Stella confluisce nell'Olona.
La qualità delle acque del Merlata è scadente. Lungo le sue rive si trovava, fino alla fine del secolo XIX, un'area boschiva planiziale chiamata Bosco della Merlata, che è poi scomparsa a inizio del XIX secolo a causa di disboscamenti. Il torrente dà il nome anche alla Cascina Merlata, quartiere di Milano adiacente al sito espositivo di Expo 2015 confinante con i quartieri di Roserio, Gallaratese e Musocco, nonché con il comune di Pero.

## Storia

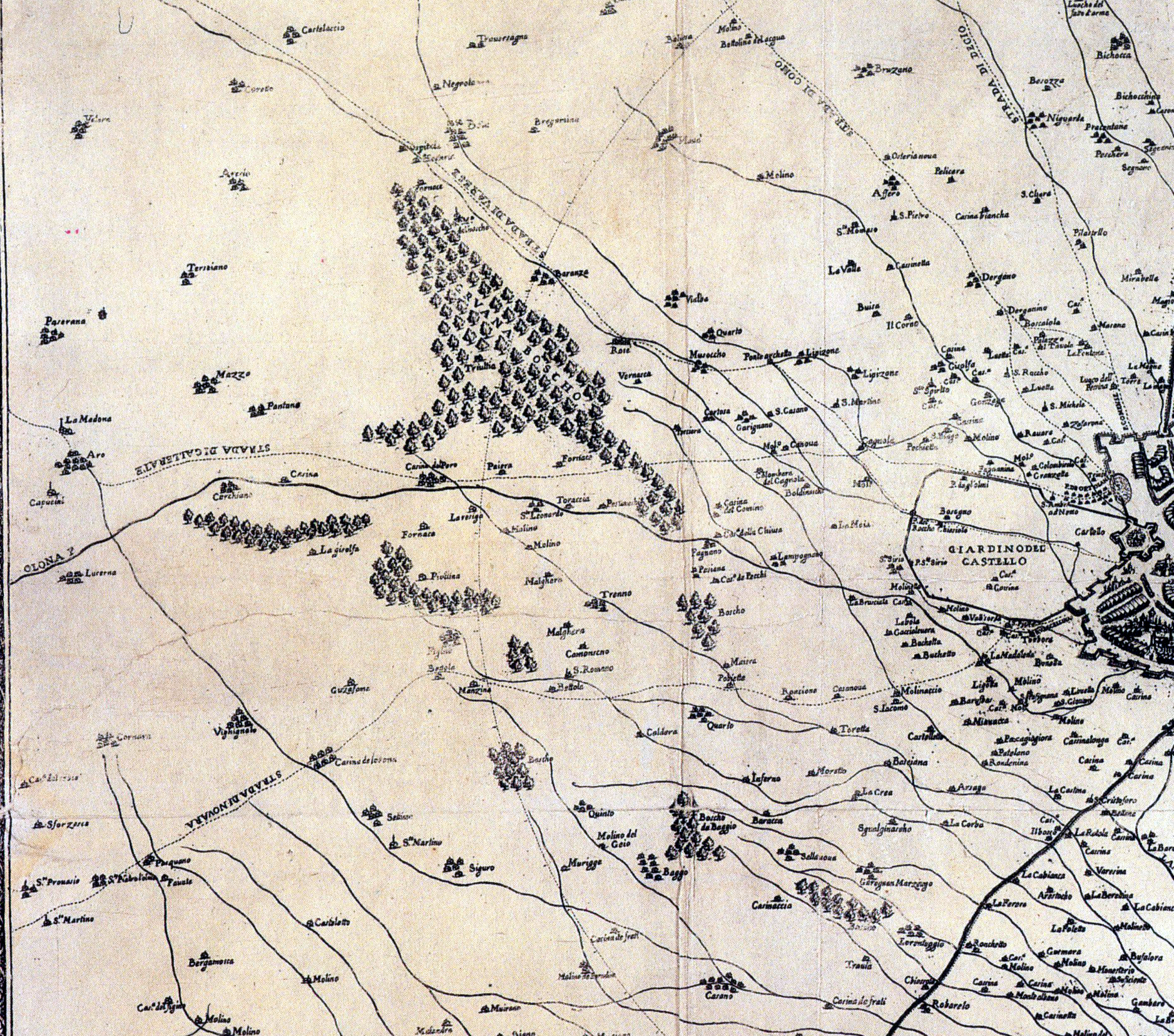
Mappa dell'area milanese di Giovanni Battista Clarici del XVII secolo, dove si vede il corso del Merlata. È anche segnato il Bosco della Merlata, che è indicato come Boscho Gruana

Le acque del Merlata non sono sempre finite nell'Olona, che è stato deviato verso Milano solo successivamente, dagli antichi Romani. Anticamente il Merlata confluiva nel torrente Bozzente garantendo, insieme agli altri corsi d'acqua appartenenti all'idrografia milanese, le acque necessarie all'approvvigionamento idrico della città. Il Bozzente in origine aveva infatti un alveo naturale autonomo che lo portava a raccogliere le acque del Lura, del Merlata per poi confluire nel Pudiga.
Come già accennato, furono gli antichi Romani a deviare l'Olona, all'altezza di Lucernate, frazione di Rho, nel letto del Bozzente e quindi poi verso l'alveo del Pudiga. Come destinazione finale del nuovo percorso dell'Olona fu scelto il fossato delle mura romane di Milano, dove riversava le sue acque nel canale Vetra (nome dato dagli antichi Romani al tratto terminale dell'alveo naturale del Nirone) all'altezza della moderna e omonima piazza: per realizzare questo obiettivo, gli antichi Romani prolungarono e allargarono il "canale Vetra" verso un'ansa naturale del Pudiga così da raccogliere anche le acque dell'Olona.
Il motivo della deviazione dell'Olona verso Milano va ricercata nel fabbisogno d'acqua della popolazione della città, diventata molto numerosa con il passare dei secoli: il modesto regime idrico di Seveso e Pudiga non era infatti più sufficiente a soddisfare le loro necessità. Gli antichi Romani decisero così di deviare il fiume Olona, che scorreva nelle campagne ad ovest di Milano. L'Olona garantiva infatti una quantità d'acqua di gran lunga superiore a quella di Seveso e Pudiga. Il nuovo alveo artificiale dell'Olona fu scavato ex novo solo per un breve tratto: giunti a Rho al torrente Bozzente, i progettisti allargarono il suo letto per poter accogliere una maggior portata d'acqua.
L'Olona originariamente proseguiva lungo il suo alveo naturale verso sud attraversando la moderna Settimo Milanese e passando a diversi chilometri da Milano per poi percorrere l'alveo dell'Olona inferiore o meridionale e sfociare nel Po a San Zenone. Con questa deviazione l'Olona cessò di esistere come fiume continuo dalle sorgenti alla foce.
L'Olona fu deviato verso Milano anche per un altro motivo: avere un corso d'acqua che costeggiasse interamente la via Severiana Augusta, antica strada romana che congiungeva Mediolanum (la moderna Milano) con il Verbannus Lacus (il Lago Verbano, ovvero il Lago Maggiore). Parte del tracciato della via Severiana Augusta, che venne utilizzato anche nel Medioevo e nei secoli seguenti, fu ripreso da Napoleone Bonaparte per realizzare la strada statale del Sempione.
Gli antichi Romani reputarono fondamentale avere una via d'acqua che costeggiasse la via Severiana Augusta per dare un cospicuo incremento ai commerci lungo questa strada, soprattutto considerando il maggiore carico trasportabile sui barconi fluviali rispetto al semplice trasporto terrestre. L'opera di deviazione dell'Olona verso Milano venne realizzata in concomitanza alla costruzione della via Severiana Augusta, ovvero nei primi anni dell'Era volgare, cioè tra la fine dell'era repubblicana e i primi decenni dell'età imperiale romana.